# Dārān
Dārān (persiska: داران) är en kommunhuvudort i Iran.   Den ligger i provinsen Esfahan, i den centrala delen av landet, 300 km söder om huvudstaden Teheran. Dārān ligger 2 315 meter över havet och antalet invånare är 18 930.
Terrängen runt Dārān är varierad.Runt Dārān är det ganska glesbefolkat, med 48 invånare per kvadratkilometer. Dārān är det största samhället i trakten. Trakten runt Dārān består i huvudsak av gräsmarker.